# Cuclotogaster heterographa
Cuclotogaster heterographa – pasożyt należący obecnie do Phthiraptera, według dawnej systematyki należał do wszołów. Jest najczęściej spotykanym pasożytem kury domowej.
Samiec długości 2,4 mm, samica 2,6 mm. Bytują na całym ciele w piórach najczęściej na głowie i szyi. Przy silnym opadnięciu ptaków, szczególnie piskląt występuje masowe padanie. Występuje na terenie Europy, Azji i Afryki.